# Cynoglossum hanangense
Cynoglossum hanangense är en strävbladig växtart som beskrevs av B. Verdcourt. Cynoglossum hanangense ingår i släktet hundtungor, och familjen strävbladiga växter. Inga underarter finns listade i Catalogue of Life.